# دمیتری پولوز
دمیتری دیمیتریوویچ پولوز (روسی: Дмитрий Дмитриевич Полоз؛ زادهٔ ۱۲ ژوئیهٔ ۱۹۹۱) بازیکن فوتبال اهل روسیه است.
از باشگاه‌هایی که در آن بازی کرده‌است می‌توان به لوکوموتیو مسکو، روستوف، زنیت سن پترزبورگ، روبین کازان و سوچی اشاره کرد.
وی همچنین در تیم ملی فوتبال روسیه بازی کرده‌است.